# Trafford
Pour les articles homonymes, voir Trafford (homonymie).
Le Metropolitan Borough of Trafford  est un district métropolitain du Grand Manchester en Angleterre. En 2007, sa population était de 213 000 habitants. La superficie du district est de 106 km2 et comprend les villes de Altrincham, Partington, Sale, Stretford et Urmston.

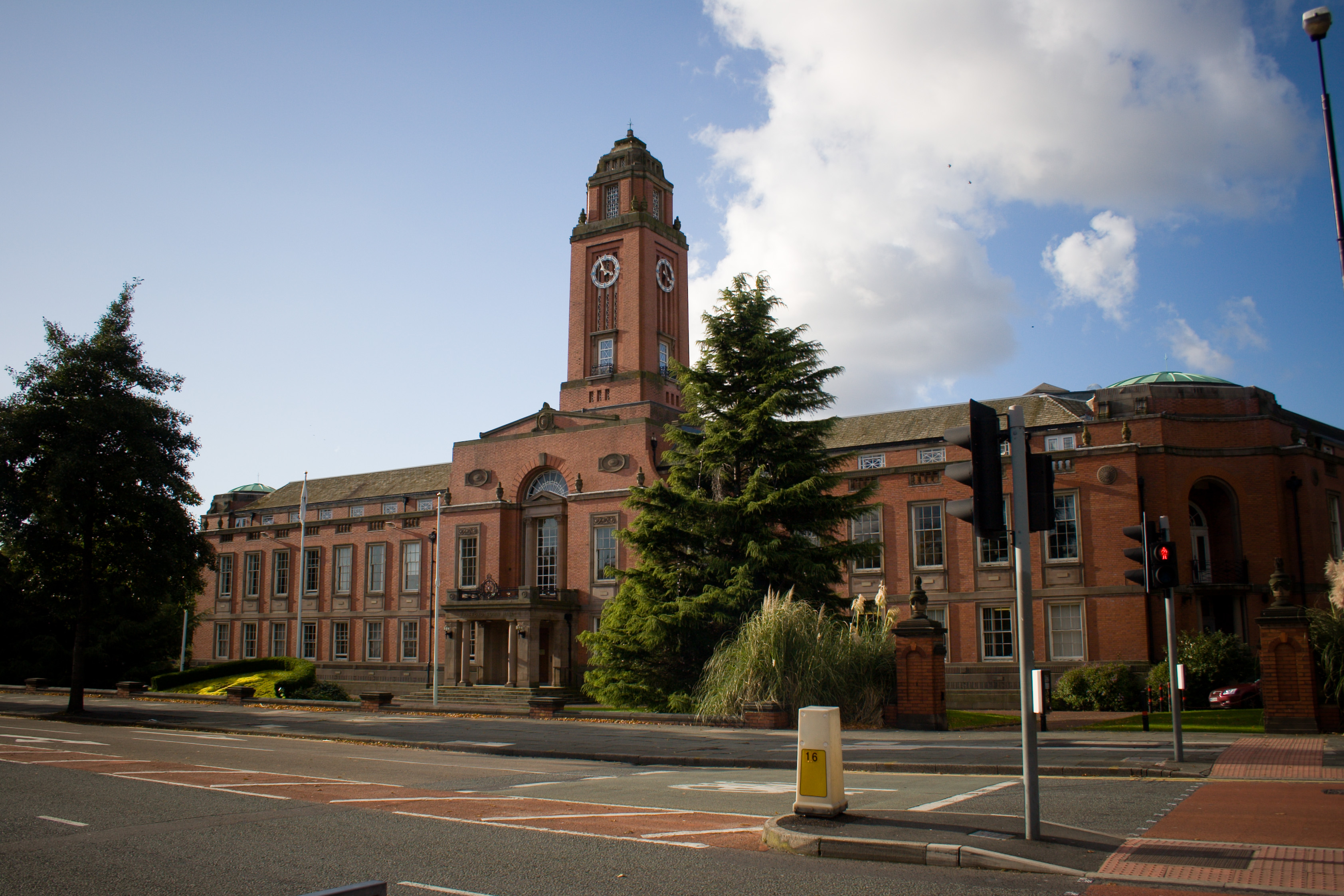
Mairie de Trafford à Stretford/